# Netzbrummen
Netzbrummen (auch Netzbrumm) bezeichnet eine unerwünschte Schwingung, die von der elektrischen Netzspannung herrührt. Die konkrete Brummfrequenz hängt von der Netzfrequenz ab und beträgt in Europa in der Fundamentalschwingung 50 Hz. In bestimmten Situationen kann es zu einer Verdopplung der Fundamentalfrequenz im Ton kommen, z. B. infolge Gleichrichtung oder beim Brummen von Leistungstransformatoren, deren akustisch wahrnehmbarer Brummton 100 Hz beträgt.
Der Begriff Netzbrummen stammt aus der Tontechnik, wenn diese Schwingung als Störsignal am Lautsprecher als tiefer Ton hörbar ist. Allgemein bezeichnet man mit Netzbrumm neben der von der Netzspannung herkommenden Schwingung auch ihre Überlagerung über ein elektrisches Nutzsignal, wenn sie zu einer spürbaren Verfälschung des Nutzsignals führt. Diese tritt umso deutlicher in Erscheinung, je geringer die elektrische Signalspannung ist.

## Mechanische Schwingung
Mechanisch bedingtes Netzbrummen entsteht beispielsweise bei Leistungstransformatoren durch die Magnetostriktion im Eisenkern. Die Längenänderung und damit Schwingung des Kerns ist nicht Folge einer unzureichenden mechanischen Fixierung, sondern ein quantenmechanischer Effekt. Diese Schwingung erzeugt unmittelbar einen hörbaren Ton. Sie tritt mit der doppelten Netzfrequenz auf, da die mechanischen Kräfte bei jeder Halbschwingung in dieselbe Richtung auf Teile des Kerns bzw. der Spule wirken. Diese Geräusche können nur durch schalldämmende und konstruktive Zubauten in der Lautstärke gedämpft werden.

## Elektrische Schwingung
Durch das elektromagnetische Feld im Raum koppelt sich in jedem elektronischen Gerät elektrische Wechselspannung ein. Besonders unangenehm hörbar ist der Netzbrumm beispielsweise dann, wenn bei einem Verstärker mit Lautsprecherausgang die Eingangsklemme mit einem Finger berührt wird. Der Mensch, wie auch jedes Stück einer elektrischen Leitung, wirkt nämlich als Antenne im 50-Hz-Feld; der hochohmige Verstärkereingang nimmt das schwache Signal auf und erzeugt einen Brummton im Lautsprecher.
Elektronische Geräte werden mit Gleichspannung betrieben, die in der Regel über ein Netzteil aus Wechselspannung erzeugt wird. Je nach Art der Gleichrichtung entsteht Brummspannung mit der Netzfrequenz oder ihrem Doppelten.
Gründe für den Netzbrumm können sein:
- unzureichend geglättete Versorgungsspannung mit einer Restwelligkeit
- schlecht abgeschirmte Leitungen
- ungeeignete Verlegung der Masseleitung (u. a. als Brummschleife).

Störend wirkt sich das Netzbrummen ferner in allen Arten von hochohmigen Schaltungen aus. Beispielsweise kann der Netzbrumm den Kurvenverlauf des Nutzsignals verändern oder überdecken und die Messung mit dem Oszilloskop behindern. Ebenso kann die Messung schwacher Signale gestört sein, die direkt am menschlichen Körper aufgenommen werden, z. B. bei EKG- oder EEG-Messungen.
Zur Vermeidung eines Netzbrummens sind schaltungstechnisch fallweise aufwändige Vorkehrungen erforderlich.